# Münchener Bilderbogen

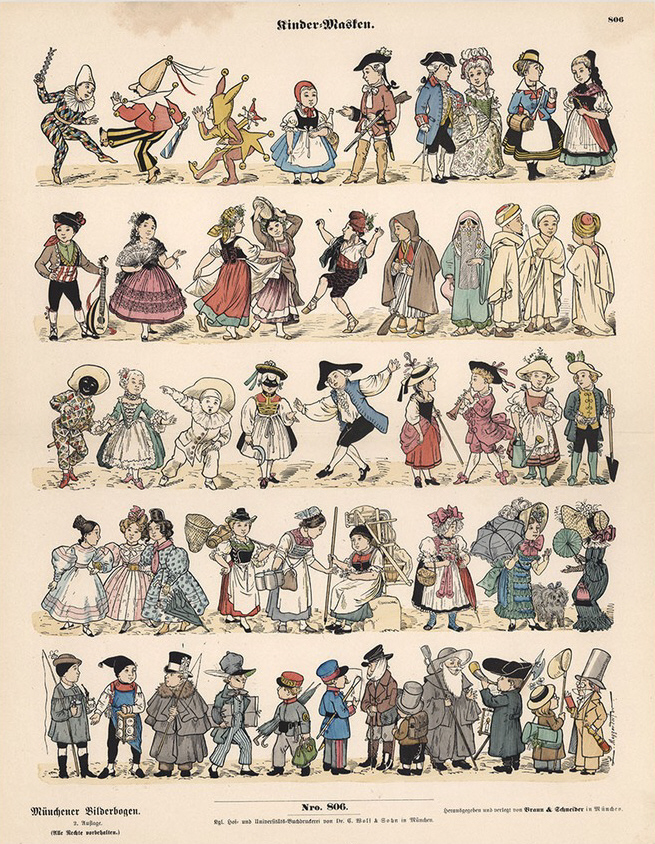
Münchener Bilderbogen n.º 806, año 1878.

Las Münchener Bilderbogen fueron una serie de hojas ilustradas que publicó la editorial Braun & Schneider entre los años 1848 y 1898. Entre los años 1900 y 1905 se publicó alguna hoja más en intervalos irregulares. En total se publicaron   1230 láminas y cincuenta volúmenes anuales. En su elaboración participaron conocidos artistas como Albert Adamo, Wilhelm Busch, Wilhelm von Diez, Franz Kreuzer, Lothar Meggendorfer, Andreas Müller, Adolf Oberländer, Franz Graf Pocci, Moritz von Schwind, Fritz Steub, Heinrich Leutemann, Gustav Adolf Closs o Eduard Ille.